# 1972年尼克松访华

1972年2月，走下舷梯的美国总统尼克松与中国国务院总理周恩来握手寒暄。这张照片其后成为冷战的标志性画面之一。圖左是夫人帕特·尼克遜。

1972年尼克松访华（英語：1972 Nixon visit to China，1972年2月21日－28日），时任美国总统的理查德·尼克松应时任中華人民共和國国务院总理周恩来邀请，对北京、杭州和上海进行的访问，这是美国总统历史上第一次访问中华人民共和国，而且尼克松到访北京期间，还在中南海与中国共产党中央委员会主席毛泽东会面。此次访问是中美邦交正常化的过程中重要的一步。这是美国总统第一次访问当时被认为是其敌对国家的中華人民共和國，同时也终结了两个国家长达25年相互隔绝的历史。尼克松称此次的访问为“改变世界的一周”。
在当选美国总统之前，尼克松已经表达了对于改善中美关系的态度。当时美只承认中华民国作为中国的合法政府，并没有和中华人民共和国建立外交关系。在尼克松第一任期初期，尼克松和他的国家安全顾问基辛格开始向中華人民共和國示好，表达了期望与中華人民共和國改善关系的愿望。在经过中美双方反复的相互示好之后，基辛格秘密访问了北京。在北京，基辛格会见了时任中华人民共和国国务院总理周恩来。1971年7月15日，尼克松宣布他将在次年访问中華人民共和國。1972年2月21日至28日的这次访问在过去的20年内首次向美国民众展现了当时的中華人民共和國。在为期一周的访问中，尼克松和他的最高级幕僚与中国政府进行了深入的交流，其中包括会见时任中国共产党中央委员会主席毛泽东。
尼克松的此次访华有着深远的影响，也极大地改变了正处于冷战时期的世界格局，形成了美国联合中國对抗苏联的局面，同时也为1979年中美建交奠定了基础。从此以后“尼克森在中國”变成了一句美国英语中的俚语，表示政客采取了一个意料之外的行动。

## 访问

### 历史背景

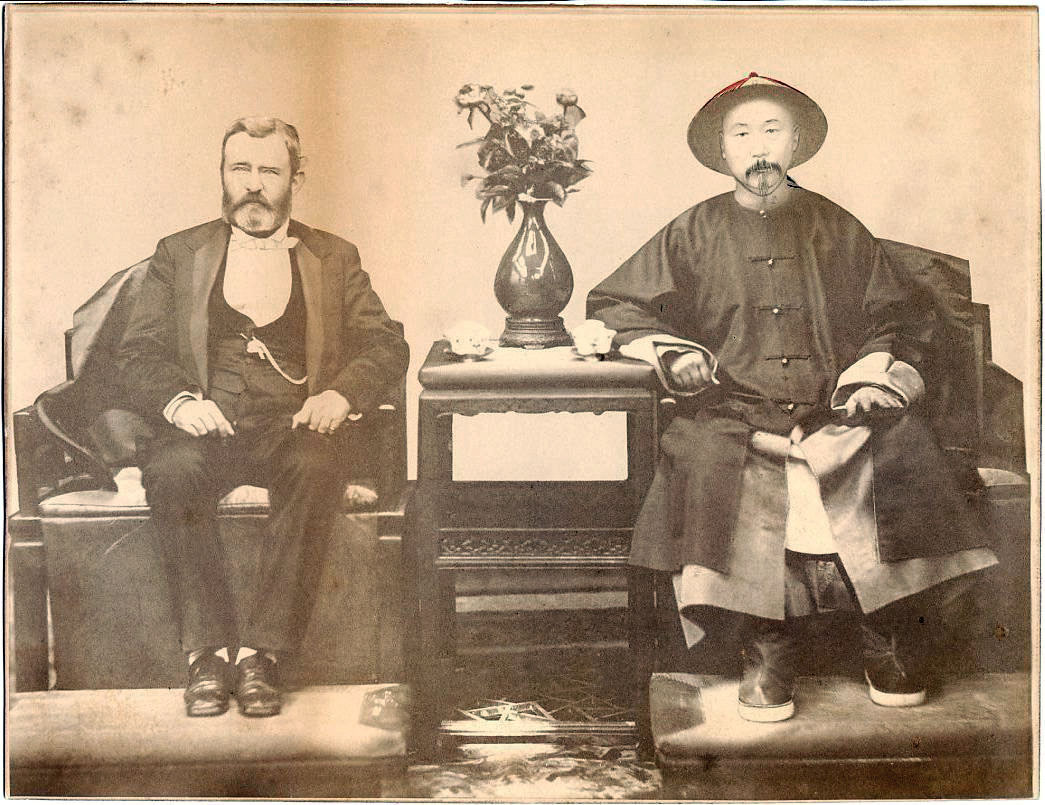
1879年於天津，直隸總督兼北洋通商大臣李鴻章與前美國總統（1877年卸任）尤利西斯·S·格蘭特。

改善了与苏联和中华人民共和国的关系通常被看做是尼克松任期内最成功的外交成就。第二次世界大战以后，美国与苏联的关系趋于恶化。同时苏联巩固了与许多东欧的社会主义国家的关系，并且在第二次国共内战中，中国共产党获胜，中国国民党战败并退守台湾。这让许多美国人担心社会主义会统治学校和工会。在1950年朝鲜战争爆发后，这种担心在美国加速上升。
尼克松成为1952年艾森豪威尔的竞选伙伴的一个主要原因就是他对于共产主义的强烈抵触情绪，持強烈反共立场。尽管如此，他还是在1972年成为了首位访问中华人民共和国的在任总统。尤利西斯·辛普森·格兰特在尤利西斯·S·格兰特的环球旅行中访问了廣州、上海和北京。赫伯特·胡佛在1899年年轻时到过大清天津，这也是他能聽懂北方官話的原因。艾森豪总统在1960年正式访问了台北，期间会见中華民國總統蔣中正，代表美国政府承认位于台北的中华民国政府作为代表中国的唯一合法的政府。
而自1955年爆发的越南战争到1971年已持续了16年。美国是南越的主要支持者，中华人民共和国和苏联则是北越的主要支持者。同时因为这场战争，美国和苏联主导的冷战中，美国成为了处于弱势。但在1960年代，中苏决裂，美国政府认为可以联合中国对抗苏联，这成为尼克松访华并愿意改善中美关系的主要因素。1970年10月初，尼克松會見美國《時代》週刊雜誌記者時稱：「如果說我在死以前有甚麼事情想做的話，那就是到中國去。如果我去不了，我要我的孩子去。」:316。12月18日，毛澤東會見斯諾，稱如果尼克松願意來，毛澤東願意和他談:316-317。

### 准备

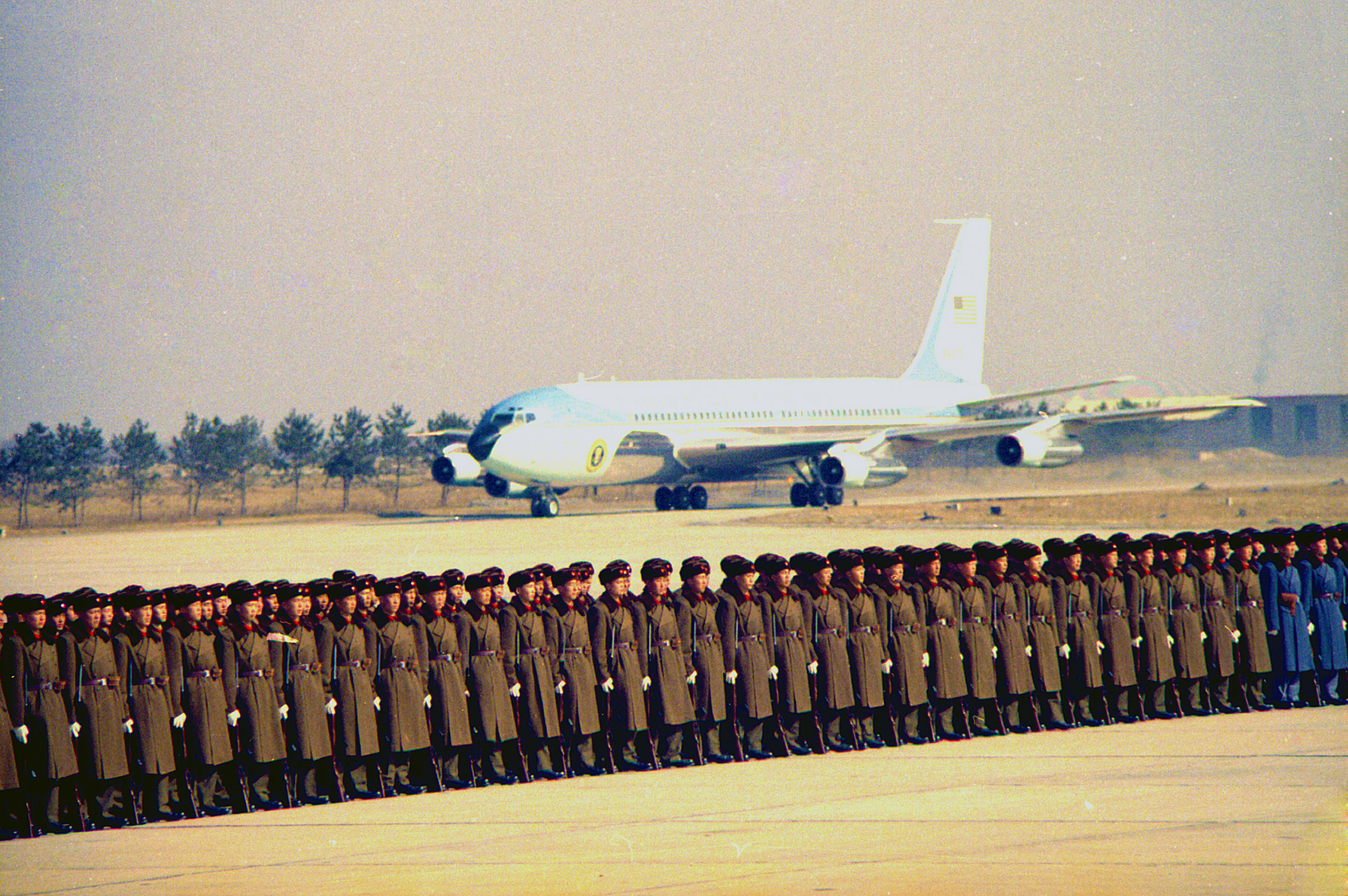
美國总统专机空軍一號降落於北京首都国际机场，其下是迎接尼克松的中国人民解放军陆海空三军仪仗队。

1971年3月28至4月7日，在日本名古屋舉行第三十一屆世界乒乓球賽上，中國邀請美國乒乓球隊訪華，被稱為「乒乓外交」:317-318。5月29日，毛澤東批准周恩來《中央政治局關於中美會談的報告》，同日中方向尼克松發出「口信」，歡迎基辛格訪華，進行初步秘密會談:321。6月，周恩來批准北京外國語學院招收800名新生，實現毛澤東之計劃:317。7月，尼克松的总统国家安全事务助理基辛格在访问巴基斯坦的途中秘密访问了北京，为尼克松的访华做了铺垫。白宫的会议记录和已经公开的文件显示尼克松在上任的第一天就开始建立与北京的联系渠道。7月16日，中美雙方同時發表公告，宣佈尼克松準備於1972年5月以前的適當時間訪華；10月20日至26日，基辛格再次访华，为尼克松访华作具体安排。10月26日，雙方就聯合公報草案達成初步協議:321。
10月25日，聯合國大會通過2758号決議，恢復中華人民共和國在聯合國一切合法權利，當天下午毛澤東召集周恩來及外交部有關人員開會，決定立即組成中國代表團出席聯大:321-323，代表团11月9日离京，当地时间11月11日抵达纽约。11月8日，因尼克松的行程包括对杭州的访问，但当时跑道长度仅2,200米的杭州笕桥机场无法起降波音707，中华人民共和国国务院和中央军委发布了关于扩建杭州笕桥机场的紧急指示，此次扩建工程简称118工程，除了对既有笕桥机场设施进行的扩建外，还包括在原走马塘的基础上修建连接杭州市的杭笕公路。
1971年11月30日，新华社发布公告，宣布尼克松对华访问将于1972年2月21日开始。

### 行程

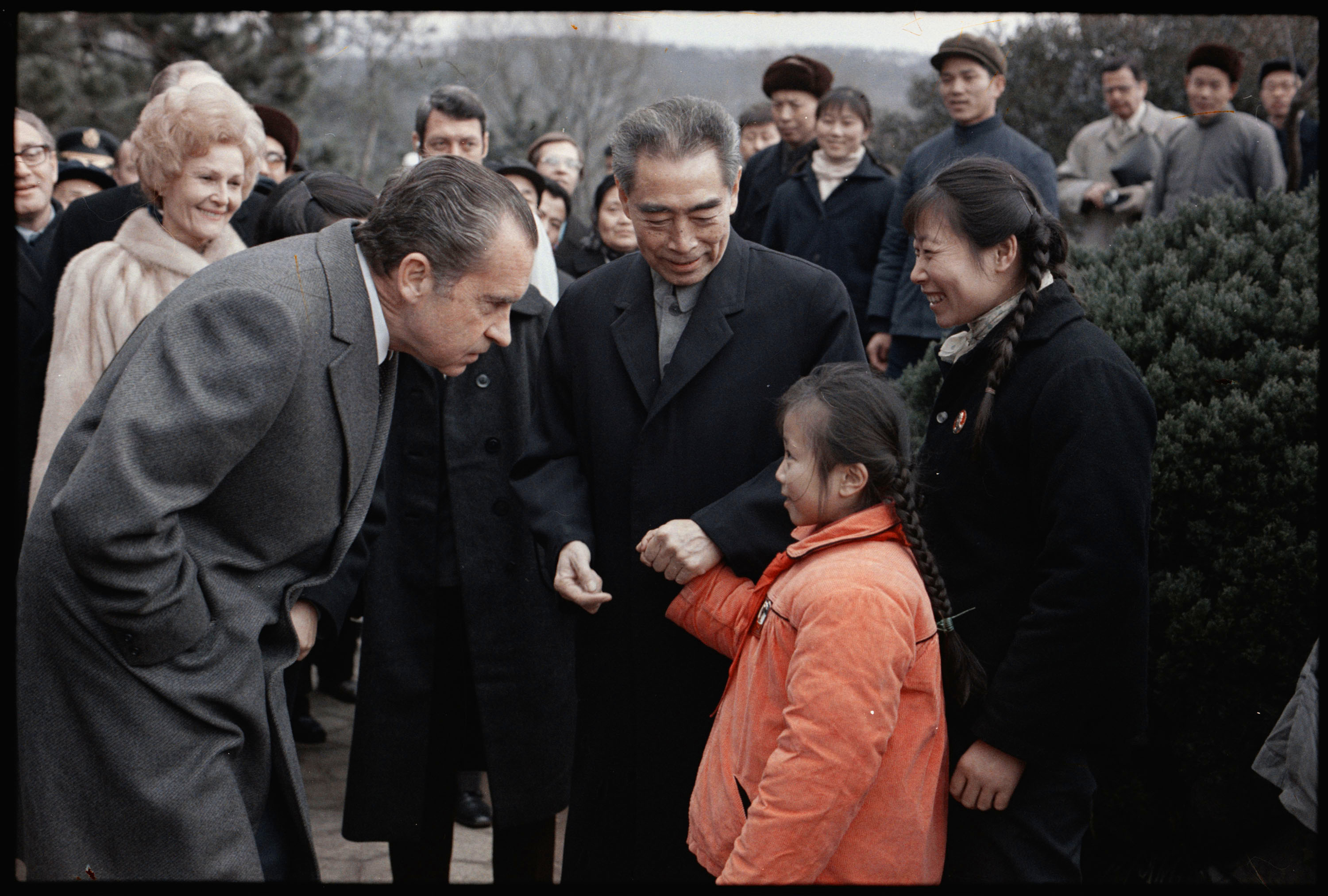
尼克松与周恩来在杭州西湖花港公园

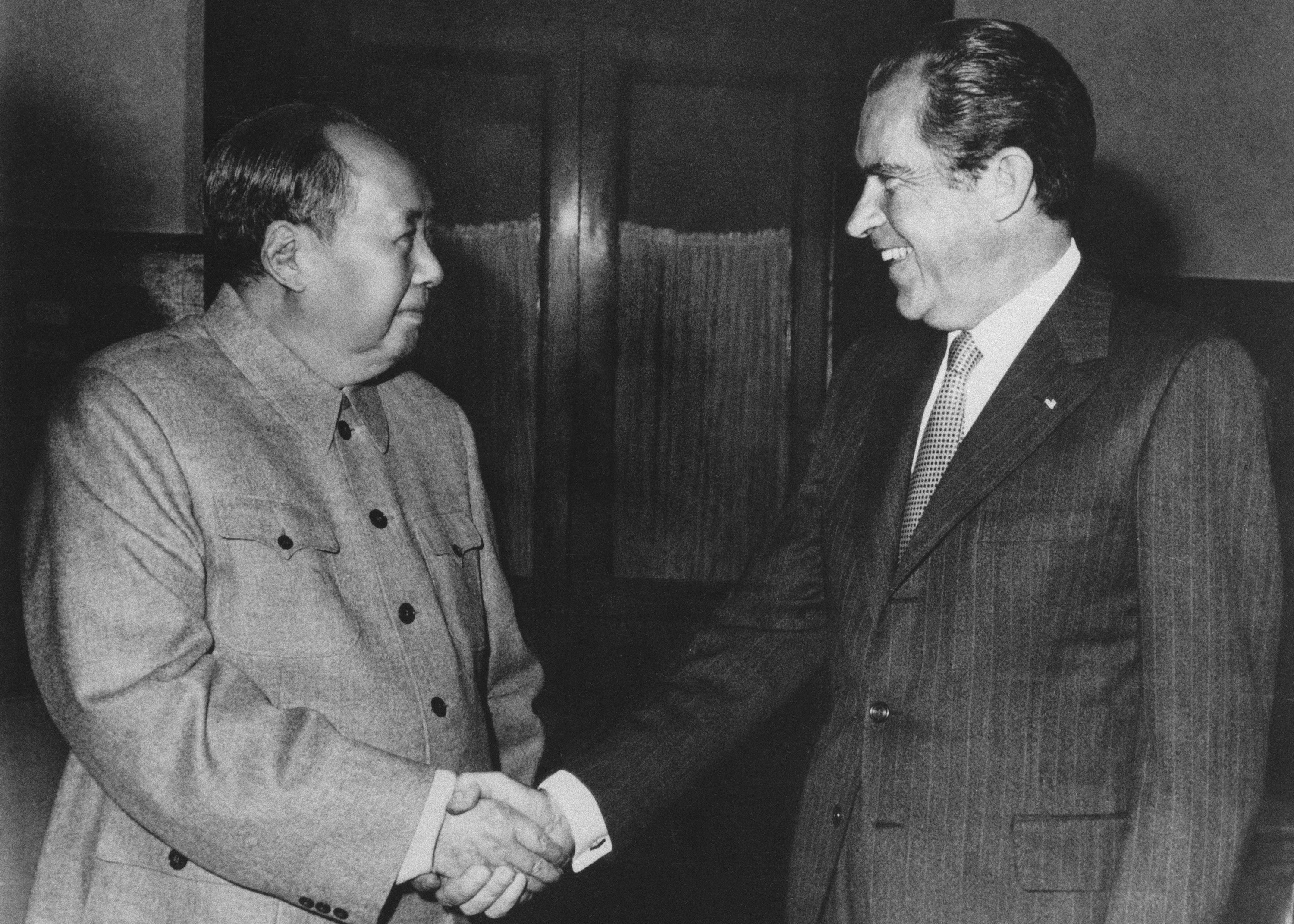
毛泽东主席接见尼克松总统

1972年2月17日，尼克松夫妇一行人乘坐VC-137C“空军一号”专机从安德鲁斯空军基地出发，飞往夏威夷卡内奥赫停留，2月19日从卡内奥赫海军陆战队机场飞往關島，跨越国际日期变更线后于当地时间2月20日下午5时（UTC+10）抵达关岛机场，当地时间2月21日7时离开关岛，于北京时间上午9时飞抵上海虹桥国际机场，短暂停留后飞往北京。
1972年2月21日上午11时30分，美國總統尼克松和夫人帕特·尼克松、羅傑斯和基辛格一行人抵達北京，周恩來、葉劍英等到機場歡迎；當天下午尼克松接到毛澤東要會見他之通知，在周恩來陪同下到中南海毛澤東之住處:323。同日，毛澤東同尼克松談話，當尼克松稱「毛主席的著作感動了全國，改變了世界」時，毛澤東詼諧地說：「沒有改變世界，只改變了北京附近幾個地方。」:324
2月26日，尼克松、罗杰斯、基辛格在周恩来陪同下乘坐中国民航伊尔-18从北京飞往杭州，美方空军一号专机紧随其后。2月27日，中美聯合公報終於談定，2月28日公報在上海發表:327。毛澤東說：「中美關係正常化是一把鑰匙。這個問題解決了，其他的問題就迎刃而解了。」:3282月21日至28日为期一周的访问中，尼克松的夫人帕特·尼克松和众多美国媒体一起参观了北京、上海和杭州的学校、工厂和医院。

### 结果
这是美国总统历史上第一次访问中华人民共和国。当时两国之间还没有建立外交关系。访问结束前，两国政府发表了上海公报。
公报表示两国致力于发展全面正常的外交关系。美国認識到台湾海峡两岸的中国人都认同只有一个中国和台湾是中国的一部分，对此美方没有异议。美国政府重申对中国人自己同意和平解决台湾问题的兴趣。公报的表述使得两国政府可以将台湾的政治地位和外交关系等“阻碍两国关系正常化的问题”暂时搁置起来，还包括双方开放贸易以及其他方面的接触。
上海公報的簽署也導致美國開始逐漸從台灣撤軍，根據美軍協防台灣司令部（USTDC）的數據，1970年時駐台美軍人數大約近1萬人，到了1974年底時，駐台美軍人數只剩5千多人。美国政府和中情局也在尼克松访华后停止了对四水六岗卫教军的援助。
此后，美国继续与中华民国政府保持正式外交关系，直到1979年1月1日才和中华民国断交，和中华人民共和国全面建交。此后北京的美国联络办公室和华盛顿的中国联络处同时升级为大使馆。但美國同時通過台灣關係法，以保證協防台灣的安全，並成立美國在台協會维持与台灣的關係。中美建交以后两国关系进入蜜月期。
在尼克松访华之后的一年内，美国的一些关键盟友，包括日本、澳大利亚和联邦德国（西德），相继与台湾断绝了官方关系，并与中国建立了外交关系。

## 后续事件
- 尼克松的历史性访问，在美国英语中形成了成语“尼克松到中国（英語：或）”，形容政治资本雄厚的人进行一般人无法进行的行动。
- 约翰·库利奇·亚当斯根据此次访问在1987年创作了歌剧《尼克森在中國》。
- 这次访问也是公共电视网的纪录片《尼克松的中国游戏》的主题。
- 纽约时报的马克斯·弗兰克尔对此事件的报道获得普利策国际报导奖。
- 中国对三线建设的关注逐渐减弱，三线建设是把重要的工业单位搬迁到内陆山区。
- 1979年1月邓小平对美国进行了国事访问，这是中国领导人首次正式访问美国。邓小平与当时的美国总统吉米·卡特和前总统尼克松在白宫国宴上会面。
- 尼克松的专机在从日本进出中国时未飞跃韩国领空，反而向南绕过了由韩国管制、在济州岛以南东海上空空域，直接和中国、日本航空管制机构对接，这条路线因此也被称为“尼克松航路”，之后在中国、韩国未建交的情况下也被往来中国、日本间的民航机使用。1983年8月，经过中国、韩国、日本和国际民航组织协商后，在济州岛以南东海海域上空、上海飞行情报区和福冈飞行情报区间设立飞跃仁川飞行情报区的“福江走廊”，由中国、日本航空管制机构直接指挥[16]。

## 另見
- 乒乓外交
- 中美关系